# Uskoker

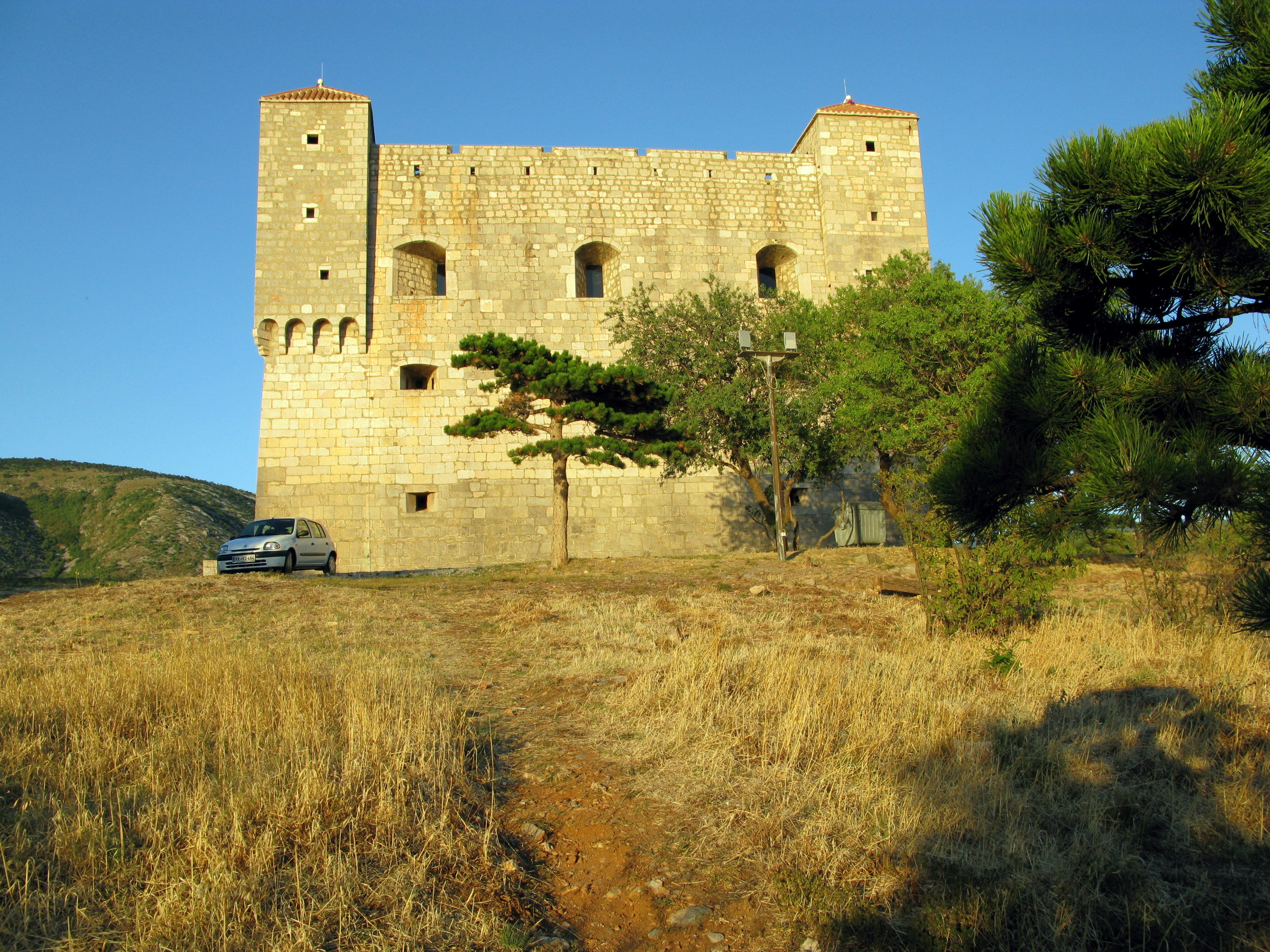

Uskoker (på kroatiska u'skotsi, "rymmare") kallades de sydslaviska, främst kroatiska men även serbiska, flyktingar som från slutet av 1300-talet flydde undan de invaderande turkarna från det Osmanska väldet. Uskokerna slog sig ned först i Kroatien och Bosnien, sedan i kustlandet av Dalmatien, företrädesvis vid Split och Senj, där de bildade befästa samhällen till försvar mot det turkiska hotet. De bidrog med ryttarkrigare, kallade gusarer, och ursprunget till de mer kända husarerna. Dessa krigarsamhällen bistod Ungern (i vilket Kroatien ingick) och därpå, efter Ungerns fall 1526, även Österrike mot det Osmanska riket. Sedan dessa uskokiska krigarsamhällen hade upplösts bildade kvarlevorna grundstommen till det österrikiska kejsardömets militärgräns på Balkan mot det Osmanska riket.